# Annie Pothuis
Annie Pothuis (Amsterdam, 5 maart 1906 - aldaar, 10 maart 1956) was een Nederlands violiste en componiste.
Ze was dochter van diamantbewerker, later gemeenteraadslid (1907-1935) en lid van Provinciale Staten (1907-1937) Samuel Jozef Pothuis en later Eerste Kamerlid Carolina Benjamina Smit. Annie huwde in 1934 Gerard van den Brink in het Odd Fellowshuis aan de Keizersgracht. Ze overleed, wonende aan de Okeghemstraat te Amsterdam, haar man en dochter achterlatend.
Ze bezocht in eerste instantie de Hogereburgerschool en wendde zich in 1923 tot een vioolstudie. Docenten waren daarbij Felice Togni en Oskar Back. In 1931 studeerde ze af aan het Amsterdams Conservatorium, na studies bij diezelfde Togni en H. Rijnbergen (viool) en Sam Dresden en H.W. Mulder (compositieleer en harmonieleer). Ze heeft ook enige tijd les gehad van Willem Pijper en Albert Smijers. Ze gaf in de jaren dertig muziekuitvoeringen, meestal tijdens (politieke) bijeenkomsten. Daarbij sloot ze zich in 1933 aan bij het Amsterdams Muziek-Instituut van Jan Nieland, waaraan ook Herman Nieland werkte.
Ze was lid van het Koninklijk Nederlands Toonkunstenaarsverbond en het Nederlands Genootschap van Componisten.

## Composities
In 1935 werden drie liederen van haar als eenvoudig en ongekunsteld genoemd. Van haar zijn bekend:
- Sonate voor viool en piano uit 1937
- een liedje uit 1943, geschreven voor Jacoba Dresden-Dhont
- Mothers, Moeders (Annie Bank)
- Poeme mélancholique, opus 25 uit 1949
- Die klank, lied voor sopraan en piano, opus 28, tekst van Anthonie Donker
- Drie Anthonie Donker-sonnetten (1949/1950)
- Strijktrio, opus 31, uit 1950
- Sonatina nr. 2, opus 36, uit 1953
- Trio voor drie fluiten, opus 41, 1955 (blokfluiten en bamboefluiten, uitgevoerd in 1955 in het Stedelijk Museum door het Amsterdams blokfluittrio)
- Sonate in due parts, opus 42 uit 1955